# Ad te levavi

L'Ad te levavi est un introït dans le répertoire du chant grégorien. Selon la tradition de l'Église, il s'agit du premier chant du l'année liturgique, pour le premier dimanche de l'Avent.
Au Moyen Âge, la composition de ce chef-d'œuvre en grégorien était attribuée à saint Grégoire Ier qui adopta l'Avent dans la liturgie romaine, en rendant hommage à ce saint pape. 

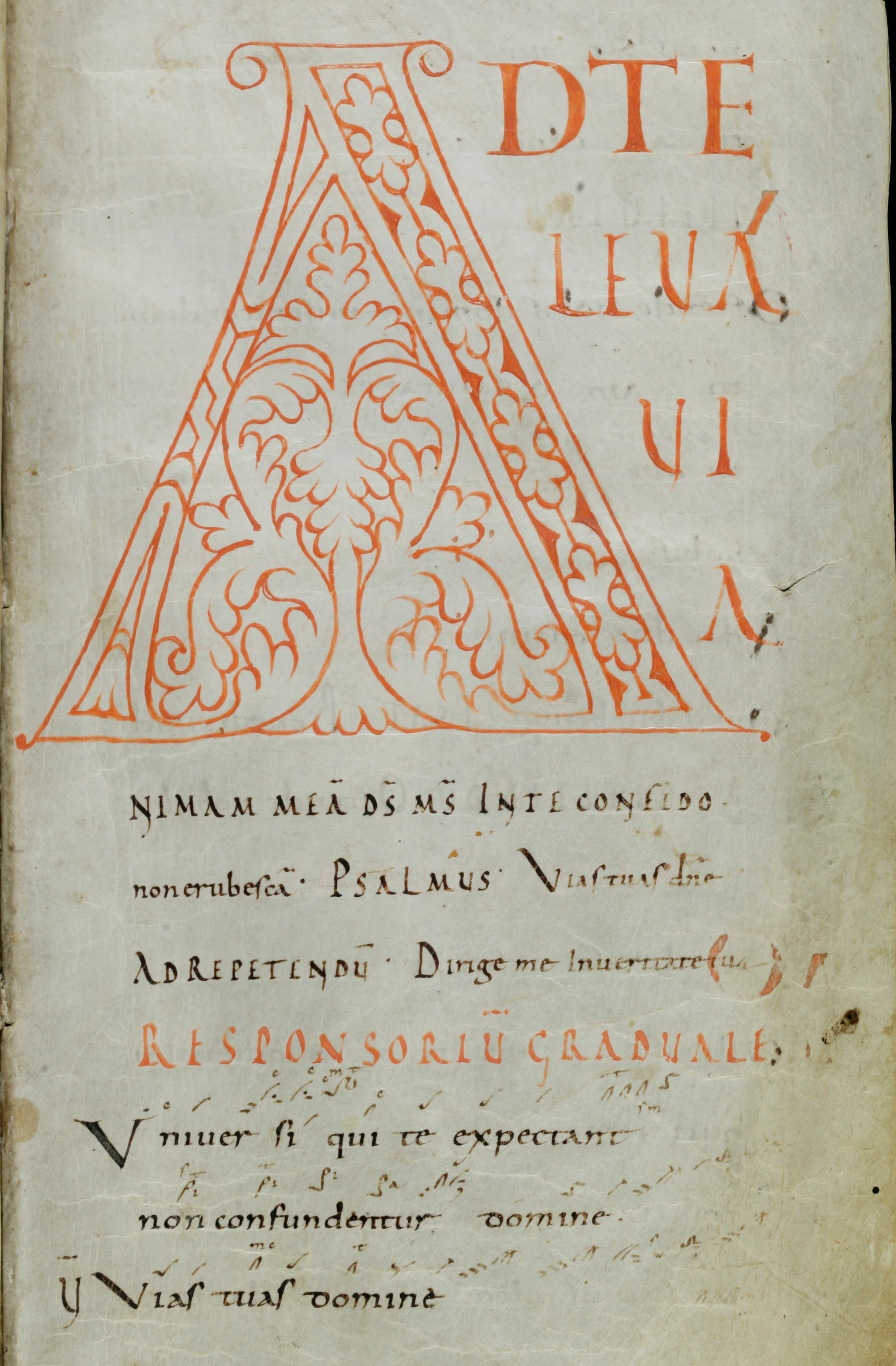
Notation sans lignes dans le cantatorium de Saint-Gall (vers 922 - 925). Comme ce livre de chant était singulièrement réservé aux chantres (solistes), les neumes n'accompagnent qu'au répons de ces solistes. Le terme Domine selon le psaume était évidemment supprimé.

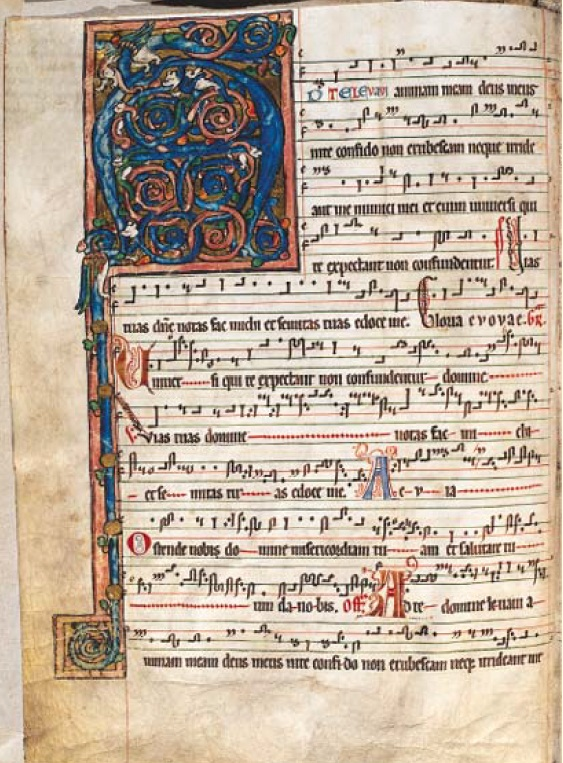
Graduale cisterciense (XIIIe siècle, notation messine (lorraine) avec cinq lignes dont la cinquième est uniquement réservée au texte) auprès de la Bibliothèque nationale de Pologne, rps akc. 9757 voir pdf p. 10. Le chant se commence avec le verset Ad te levavi. En raison d'un manuscrit tardif, la mélodie et les mots édoce me sont ceux de l'Édition Vaticane (1908).

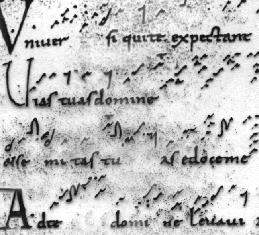
Ad te domine levavi (dernière ligne) : offertoire suivant le deuxième verset Vias tuas, domine, notas fac mihi, et semitas tuas edoce me (2e et 3e lignes) dans le manuscrit Laon 239 (IXe siècle). Donc, le texte était délicatement modifié et attribué aux mélodies différentes, en évitant une répétition simple.

## Texte
| texte en latin (avec accent et selon groupe de neumes) | texte de la Vulgate                                                                                            | traduction en français |
| --- | --- | --- |
| Ad te levávi ánimam méam ; Déus méus in te confído, non erubéscam ; neque irrídeant me inimíci méi ; étenim univérsi qui te exspéctant, non confundéntur. (verset) Vias tuas, Dómine, demónstra mihi ; et sémitas tuas [é]doce me. | Ad te Domine levavi qui sustinent te 4. Confundantur omnes ; inqua agentes supervacue et semitas tuas doce me. | Vers vous, j'élève mon âme. Mon Dieu, je me confie en vous : que je n'aie pas de confusion ! Que je ne sois pas pour mes ennemis un sujet de risée ! Non, aucun de ceux qui espèrent en vous ne sera confondu ; (verset) Seigneur, faites-moi connaître vos voies et enseignez-moi vos sentiers. (traduction par le chanoine Augustin Crampon 1904) |

Non seulement le texte de l'Ad te levavi s'illustre de son sens théologique en faveur de la liturgie ecclésiastique mais aussi se distingue de quelques caractéristiques concernant le chant grégorien.
D'abord, il est vrai que cet introït en grégorien respecte essentiellement le texte du psaume 25 (24), versets 1 - 4. Il manque toutefois cinq mots du 4e verset. En effet, lors de la composition de l'introït grégorien, le texte issu de la bible était parfois paraphrasé ou découpé en raison de l'optimisation pour la liturgie ecclésiastique ou de la composition musicale.
Pourtant, il est très difficile à comprendre que le mot « Domine » de la Vulgate, vraiment distingué, était omis dans tous les manuscrits grégoriens. Il est possible que le compositeur considérât une modification selon une raison théologique, par exemple, penitence ou attente. Toutefois, dans la même messe, le texte du psaume 25 était répété pour l'offertoire avec une mélodie différente, en rétablissant le terme « Domine », à savoir « Ad te Domine levavi animam meam ......... non confundentur. »,.
Encore reste une hypothèse : le texte manquait originellement de ce terme, avant la composition grégorienne. Dans le texte du chant grégorien, notamment de l'introït tel le Puer natus est, l'ancien texte latin d'après la version grecque Septante demeurait parfois, à la place de la Vulgate qui est plus proche du texte hébreu,. À Rome, le premier était en usage alors qu'en Gaule, la Vulgate, dite édition Gallicane, était principale. De plus, en faveur de Charlemagne, l'abbé Alcuin corrigeait le texte de Rome, avant l'usage dans le royaume carolingien. C'est la raison pour laquelle, tout comme la mélodie, le texte grégorien est hybride et parfois très compliqué. Donc, les moines carolingiens chantaient « qui te exspectant », au lieu de « qui sustinent te » selon la Vulgate. Au regard du terme Domine, le livre du chant vieux-romain, existant avant la version grégorienne (voir ci-dessous), se commençait malheureusement avec « animam meam ». Il faut examiner les documents plus anciens.
Le dernier texte, le verset Vias tuas, Domine de la mélodie choisie par l'Édition Vaticane (1908), demeure problématique dans ce chant. Il est en effet possible que cette partie de laquelle la mélodie est très connue ait été composée et modifiée de façon progressive. D'une part, le manuscrit Laon 239, assez ancien mais très correct, n'attachait ses neumes qu'aux trois mots, « Vias tuas, Domine. » D'autre part, dans la notation de la Vaticane [en vidéo, lire en ligne], se trouve un conflit de la composition. Car, selon le manuscrit Saint-Gall 376 (XIe siècle), p. 83, la mélodie et semitas tu as est directement suivie d'un clivis, do - si, qui corresponde parfaitement au texte de la Vulgate « do(ce me). » Au contraire, la Vaticane débute avec un pes supplémentaire, sol - la, en ajoutant une syllabe é. Certes, ce type de commencement, un clivis très faible, est assez typique dans le chant grégorien, pour préparer le sommet. Néanmoins, il est impossible que cette syllabe accentuée soit attribuée à ce passage simple et léger sans sommet, d'après la loi de composition grégorienne. La conclusion du Graduale Triplex (1979) déconseille donc aux chanteurs de pratiquer ce pes de l'Édition Vaticane, avec l'omission de la syllabe é. C'est pourquoi cette exécution sémiologique de YouTube supprimait le pes sol - la attribué à la syllabe é. Quoi qu'il en soit, concernant le chant grégorien, il faut consulter le texte en cas de doute. Car,

« C'est le texte qui est premier ; la mélodie a pour but de l'orner, de l'interpréter, d'en faciliter l'assimilation. »

— Dom Eugène Cardine, Vue d'ensemble sur le chant grégorien

## Sens théologique
Dans le contexte théologique, l'Avent se caractérise surtout d'une pénitence de tonalité joyeuse. Le sujet du psaume 25 (24) est exactement la « confiance du pénitent ». S'il n'est pas certain qu'il s'agît d'une tradition issue de l'église d'Orient, ce psaume attribué au roi David est effectivement adapté à la célébration ecclésiastique de l'Avent :

« Ce Psaume se compose de prières et de pieux élans de l'âme, sans un ordre bien rigoureux, dans lesquels David exprime sa confiance en Dieu et le regret de ses fautes passées. L'âme chrétienne, en qui le règne de Jésus-Christ n'est pas encore pleinement établi, récitera ce cantique avec la confiance ferme et les désirs ardents du Roi prophète. »

— Psautier latin-français du bréviaire monastique (1938)
Encore quelques notes dont on a besoin en faveur de bonne exécution du chant :
1. J'élève mon âme pour prier : on a très bien défini la prière, « une élévation de l'âme vers Dieu. »
2. Que je n'aie pas de confusion, ce qui revient à dire : Que ma confiance en vous ne soit pas trompée !
3. Vos voies, les voies de la justice et du salut, qui sont aussi celles du bonheur. Le chemin où nous devons marcher nous est tracé par les commandements de Dieu ; David demande à Dieu de lui en donner la pleine et claire intelligence. Au verset suivant, il demandera la grâce dont il a aussi besoin pour les mettre en pratique.

Bible Segond 1910/Livre des Psaumes 25,1

## Manuscrits

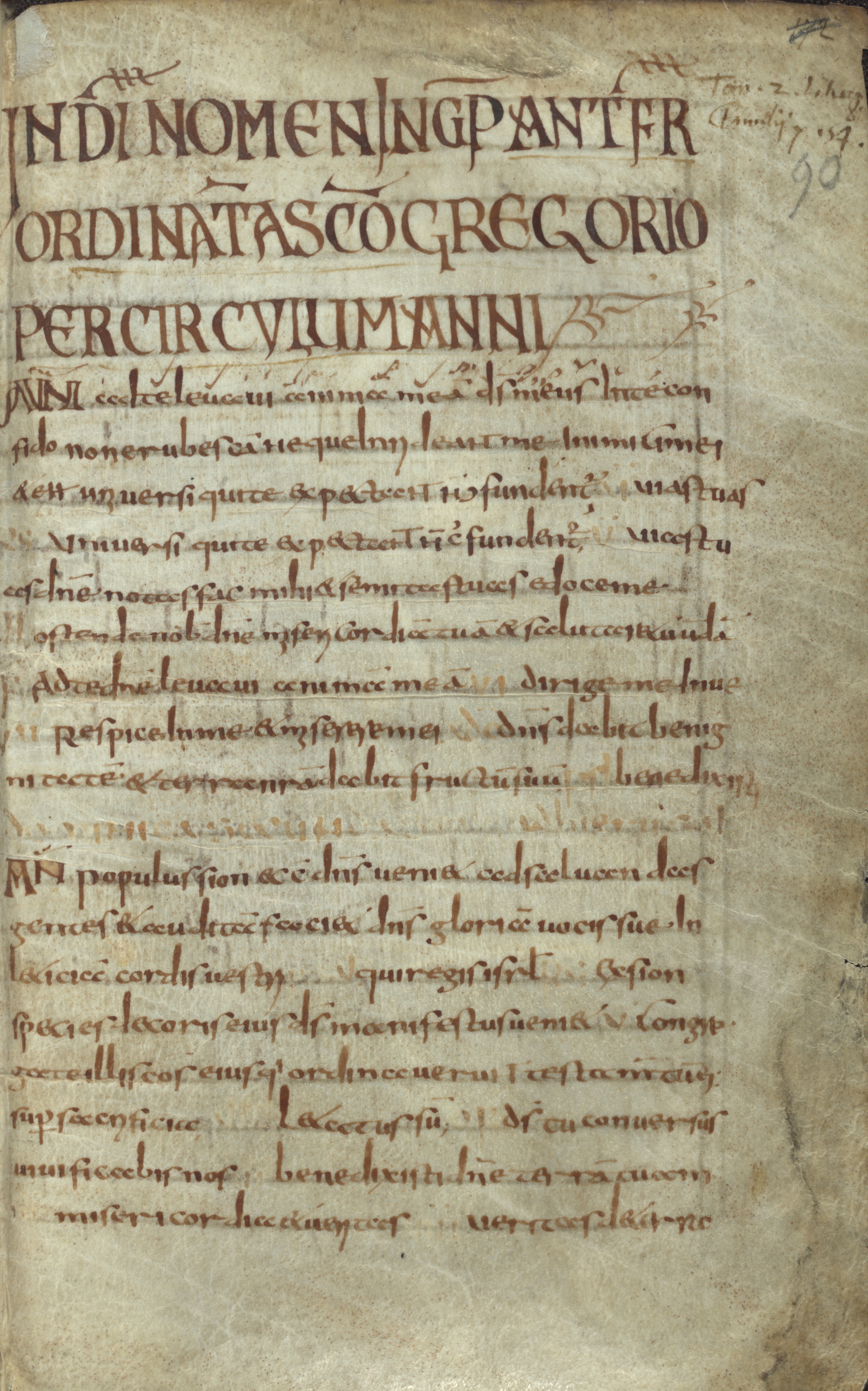
Le graduel du Mont-Blandin (Bibliothèque royale de Belgique, vers 800) se commence exactement avec Ad te levavi (première ligne). Le manuscrit le plus ancien du chant grégorien, tel le graduel de Rheinau.

Les ancienneté et authenticité de l'introït Ad te levavi sont assurées par de nombreux manuscrits. Ce chant était vraisemblablement celui de l'un des premiers groupes de chant grégorien remplaçant le répertoire du chant vieux-romain.
Dans la notation de l' Ad te levavi du Graduale Triplex sorti en 1979 par l'abbaye Saint-Pierre de Solesmes, on peut lire les abréviations RBCKS. Cela signifie que le texte de cet introït se trouve exactement et correctement dans cinq graduels grégoriens sans notation sur six, selon l'Antiphonale Missarum Sextuplex, à l'exception du Graduel de Monza (vers 820) :
- R : Graduel de Rheinau (vers 800)
- B : Graduel du Mont-Blandin (VIIIe ou IXe siècle)
- C : Graduel de Compiègne (deuxième moitié du IXe siècle)
- K : Graduel de Corbie (après 853)
- S : Graduel de Senlis (dernier quart du IXe siècle)

Au regard de la notation musicale, le manuscrit Laon 239 (au IXe siècle ou au début du Xe siècle), le meilleur manuscrit de la notation messine malgré son ancienneté, contient exactement cet introït sur le folio n° 7. Ses neumes sont disponibles dans le Graduale Triplex. Comme le cantatorium de Saint-Gall (vers 922 - 925), un magnifique manuscrit sangallien en raison de sa précision et toujours admiré et préféré par les rédacteurs, était singulièrement réservé aux chantres, à savoir solistes, la mélodie de cet introït destiné à la schola ne se trouve dans ce manuscrit. Aussi Dom Rupert Fischer choisit-il, pour ce Graduale Triplex, les neumes sangalliens dans le manuscrit 376 de Saint-Gall, version de luxe attribuée au XIe siècle, de la page 83 [lire en ligne].
Donc, on peut dire que la mélodie de l'introït avait déjà été développé et fixée lorsque le Laon 239 fut achevé par un moine et professeur.

## Histoire liturgique

### Auparavant, psaume 141 aux vêpres par soliste
Cependant, à partir du IVe siècle, notamment aux Ve et VIe siècles, le répertoire romain évolua considérablement avec la schola cantorum composé d'une vingtaine de clercs. Pareillement, en faveur de la procession solennelle d'entrée du célébrant et de ses ministres, apparut l'introït chanté par cette schola et possédant une fonction importante afin de préciser le ton du jour ou de la fête. Dans cette optique, un certain nombre d'introïts tel le Puer natus est pour Noël furent introduits dans le répertoire romain.
Pour l'Ad te levavi, il fallait attendre le VIe siècle.

### Réforme de saint GrégoireIer

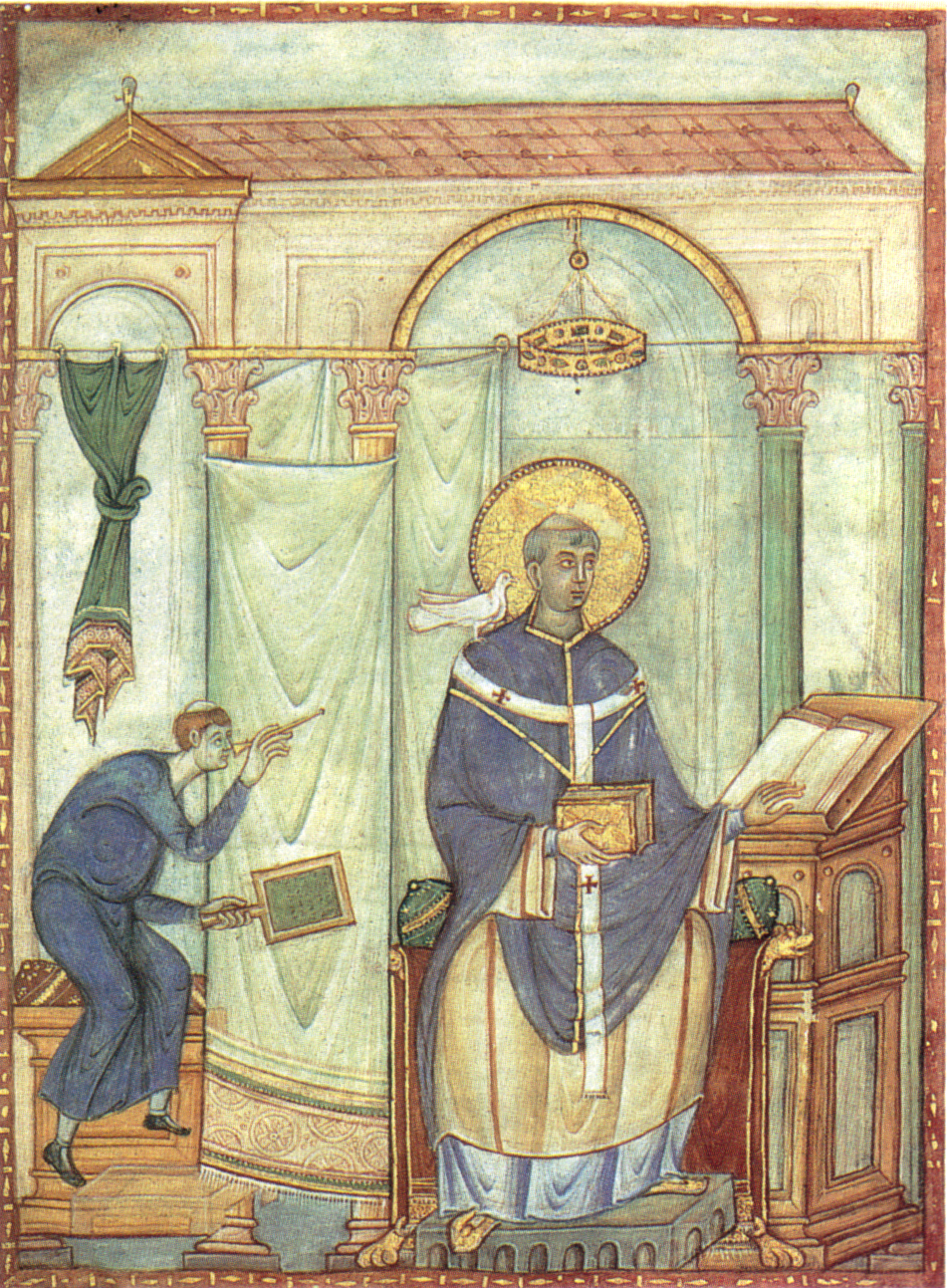
Dans cette miniature, une citation de l'Ecclésiaste se trouve certes sur la tablette de cire du diacre Pierre. Toutefois, il est possible que saint Grégoire chantât l'introït en raison de la couronne de l'Avent ainsi que du territoire carolingien (bibliothèque d'État de Trèves, Hs. 171/1626 (Registrum Gregorii de Trèves), vers 983)

L'introït Ad te levavi fut ajouté, à la suite d'une grande réforme liturgique issue du pape saint Grégoire Ier. Autrement que ceux qui indiquent le ton de la célébration du jour, cet introït suggère une attitude d'âme, tel le Venite, adoremus ou comme le verset du psaume 141.
À partir du Moyen Âge, le chant Ad te levavi annonçait toujours le début du premier dimanche de l'Avent. Très fréquemment, le nom du saint Grégoire le Grand était dorénavant lié à cette célébration tandis que la création du chant grégorien y compris la composition de l'introït Ad te levavi était traditionnellement attribuée à ce pape.
Enfin, si saint Grégoire avait pu faire écrire ses chants, les mélodies du chant liturgique irlandais auraient été conservées. En fait, à la suite de la recommandation formelle de la règle de saint Benoît par saint Grégoire, ce chant avait disparu sans avoir laissé aucune mélodie écrite, avec la disparition de la règle de saint Colomban, moins adaptée à la vie monastique.

### Dans le chant vieux-romain
Il est difficile à déterminer correctement la date où ce chant fut adopté dans la liturgie romaine. En effet, à Rome, il reste d'une part peu de livres de chant liturgique copiés avant le XIIIe siècle. Le pape Innocent III († 1216) ordonna la destruction de livres anciens, en adoptant irrévocablement le chant grégorien auprès du Saint-Siège. D'autre part, les livres plus anciens étaient conservés ailleurs, principalement dans les monastères. Il s'agit quasiment des livres du chant grégoriens, après le VIIIe siècle.   
Or, grâce à un livre de chant, miraculeusement conservé et redécouvert en 1952 à Londres, l'origine de l'Ad te levavi en grégorien est de nos jours bien connue. Il est probable que, faute de notation propre, le chant original n'avait pas été noté, avant que Guy d'Arezzo n'invente sa notation en lignes ainsi que ses systèmes musicaux améliorés vers 1030. Le Graduel dit de Sainte-Cécile-du-Trastevere fut donc précisément copié en 1071, en tant que graduel en vieux-romain, ancien chant papal déjà existant avant saint Grégoire.
Son chant était plus simple que la version grégorienne. En outre, le livre se commençait certainement avec le chant « Animam meam, Deus meus. » d'après le folio 1r, au début de toutes les notations [lire en ligne]. Cela suggère que le verset « Ad te Domine levavi » ou « Ad te levavi » était vraisemblablement, soit récité, soit chanté par le célébrant. Quoi qu'il'en soit, le psaume 25 annonçait le commencement de l'année liturgique romaine, avant que ne soit établi le répertoire du chant grégorien. On ignore encore quand le terme Domine avait été perdu, jusqu'à ce que de nouveaux documents soient trouvés.

### Enfin,Ad te levavien grégorien
À partir du VIIIe siècle où le chant grégorien naquit, l'antiphonaire romain se commençait exclusivement, notamment dans le royaume carolingien, avec l'introït Ad te levavi, en rendant hommage à ce saint : sancto Gregorio papa editum (édité par le pape saint Grégoire). Un petit poème ou chant était immédiatement suivi de l'Ad te levavi.

« Il nous serait impossible de préciser aujourd'hui avec certitude dans le détail, les morceaux de l'Antiphonaire grégorien qui appartiennent proprement au grand Pontife dont nous parlons ; mais telle était encore, au moyen âge, la reconnaissance des Églises d'Occident envers le Symphoniaste inspiré auquel elles devaient leurs chants, que le premier dimanche de l'Avent, on chantait solennellement les vers qui suivent, avant d'entonner l'Introït de la messe Ad te levavi, comme une sorte de tribut obligé à la mémoire d'un service si important :
Gregorius præsul meritis et nomine dignus,
Unde genus ducit, summum conscendit honorem...... (L'évêque [de Rome] Grégoire digne par le nom comme par les mérites se éléva à l'honneur suprême. ......) »

— Dom Prosper Guéranger, Institutions liturgiques, tome I, chapitre VII [lire en ligne]
- Fac-similé de la notation aquitaine Gregorius præsul du Graduale Albiense (XIe siècle) auprès de la Bibliothèque nationale de France (Latin 776) : fol. 4v en bas [lire en ligne]
- Ad te levavi de ce manuscrit avec une grande lettre A : fol. 5r [lire en ligne]
Une fois que la biographie Vita Gregorii Magni parut vers 872, le saint pape était désormais considéré comme compositeur du chant grégorien, au lieu de l'auteur des textes.

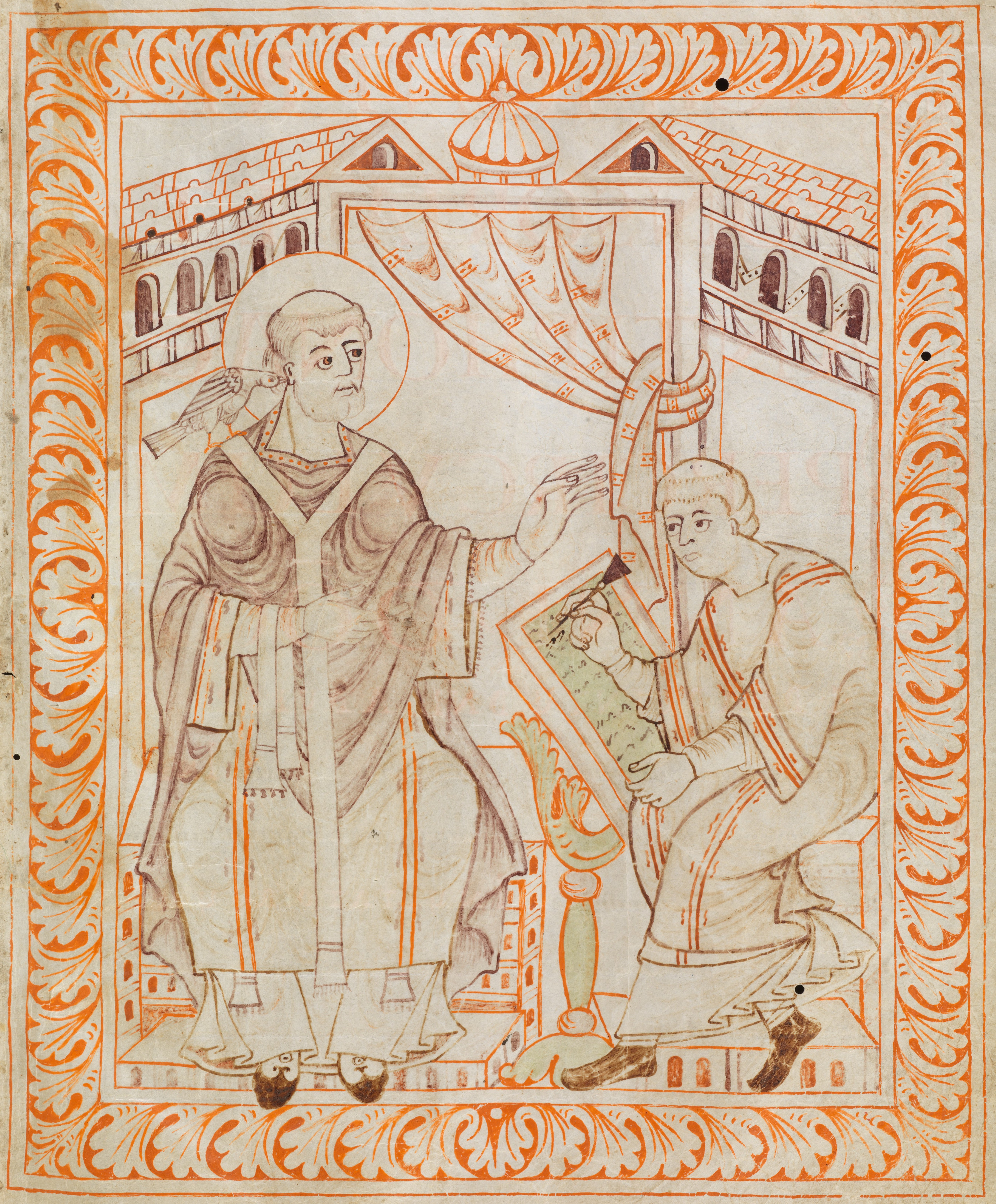
Saint Grégoire le Grand dictant un chant au diacre Pierre l'écrivant en neumes sangalliens (antiphonaire de Hartker, vers 1000).

### Sanctissimus namque Gregorius

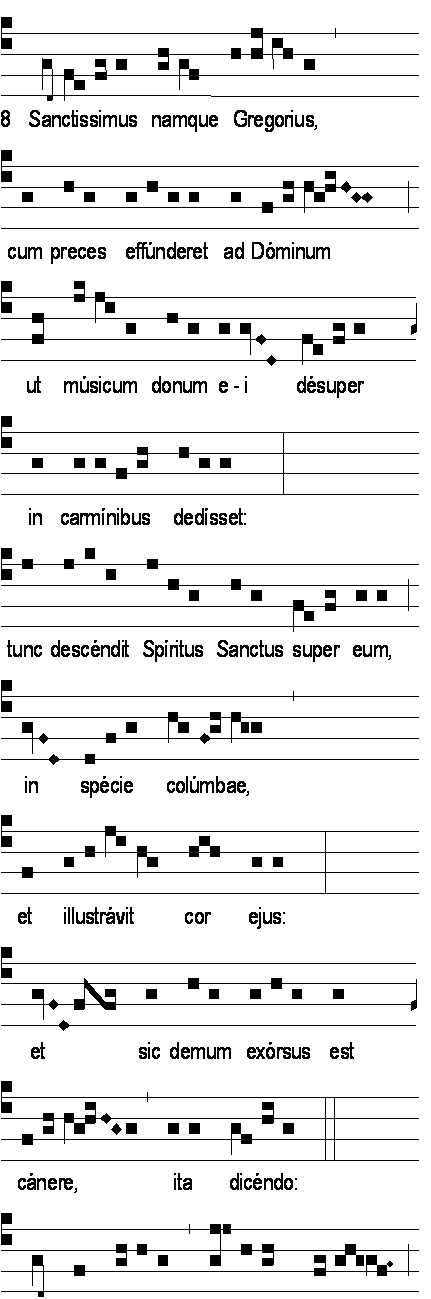
Ad te levavi animam meam.
Notation du trope Sanctissimus namque Gregorius.

La légende de saint Grégoire fut définitivement complétée au XIe siècle, à la suite de la composition d'un trope grégorien Sanctissimus namque Gregorius, en attribuant le compositeur de l'introït Ad te levavi à ce saint :

« Sanctissimus namque Gregorius cum preces effunderet ad Dominum ut musicum donum ei desuper in carminibus dedisset, tunc descendit Spiritus Sanctus super eum, in specie columbæ, et illustravit cor ejus, et sic demum exsortus est canere, ita dicendo : Ad te levavi ... .
Or, tandis que le Très-Saint Grégoire répandait ses prières au Seigneur afin qu'il lui accorde le don de la musique à appliquer aux chants, voici que le Saint-Esprit descendit sur lui sous la forme d'une colombe et illumina son cœur, et il commença alors à chanter, en disant cela : Vers vous j'ai élevé mon âme ... . »

### Édition Vaticane (1908)
Lorsque l'abbaye Saint-Pierre de Solesmes sortit son premier graduel restauré en grégorien en 1883, c'est-à-dire Liber gradualis, son frontispice se consacrait à cet introït, selon la tradition [lire en ligne (1 of 2)]. À peine le pape Pie X avait-il promulgué son motu proprio Inter pastoralis officii sollicitudes en 1903, le chant grégorien devint officiel dans la liturgie de l'Église. En conséquence, l'introït Ad te levavi en grégorien fut de nouveau le premier chant du calendrier liturgique jusqu'au concile Vatican II, notamment d'après le graduel de l'Édition Vaticane (1908) à la base du Liber gradualis [lire en ligne (1908)]. Comme, à cette époque-là, même les moines de Solesmes attribuaient l'origine du chant grégorien à Rome, cet introït demeurait encore dans la gloire de saint Grégoire.

## Composition musicale
L'introït représente merveilleusement une caractéristique distinguée du chant grégorien, lien étroit entre le texte et la forme musicale, (pour obtenir la notation requise du Graduale Triplex, voir ). C'est vraisemblablement une autre raison pour laquelle on attribuait celui-ci à saint Grégoire :

— origines de neumes
en haut : bibliothèque municipale de Laon, Ms 239, fol. 7
en bas : bibliothèque de l'abbaye de Saint-Gall, Ms 376, p. 83 [lire en ligne]
— composition
1a : Ad te levávi
1b : ánimam meam ;
2a : Deus meus
2b : in te confído
2c : non erubéscam.

« La première phrase de l'introït Ad te levavi comprend deux parties. La fin de la première partie coïncide avec la fin de 1b ; elle est caractérisée par une petite formule cadentielle descendant au fa. Les mots de la première partie de la phrase (1a + 1b) sont unis en un arc mélodique ample et brillant, qui s'étend du ré (do) grave jusqu'au do aigu du sommet pour descendre peu à peu au degré cadentiel fa.
Le chant commence par une note liquescente, le ré, en mouvement vers le pes do-fa de Saint-Gall [, neumes en bas]. Cette première note du pes, extrêmement faible, apparaît dans certains manuscrits — vraisemblablement dans L [, Laon 239, en haut] — comme une addition grave au ré liquescent qui précède. La présence de la liquescence assure une articulation souple entre les deux syllabes bien prononcées, et fait naître la tension qui lance la mélodie vers son point culminant.
À la fin de cette incise (levávi), la mélodie, après avoir atteint le la, s'incurve légèrement vers le sol pour clore le mot et ponctuer la structure logique du texte. La continuité du mouvement vers le point culminant n'est pourtant ni interrompue ni menacée, comme cela arriverait immanquablement si on voulait respecter le signe de distinction indiqué par l'Édition vaticane [notation à gros carrés] (le quart de barre a été ici omis à dessein).
La notation de Saint-Gall indique une virga épisémée sur la syllabe accentuée levávi. Cette graphie se présente encore trois fois dans la seconde partie de la phrase : deux fois sur une syllabe accentuée — Déus ... in te — et la troisième fois sur la finale de toute la phrase : erubéscam. Cette précision de l'épisème de Saint-Gall n'est pas une erreur, puisque les trois accents et la syllabe finale de la phrase demandent bien une exécution un peu élargie. L'épisème n'est cependant pas nécessaire ; il serait même plutôt superflu pour ceux qui savent changer un texte et ne se contentent pas de lire une suite de notes : le juste dosage des valeurs suit les lois du texte. Les neumes de Saint-Gall donnés ici proviennent en réalité d'un manuscrit un peu plus récent, G 376 (XIe siècle), qui porte des traces évidentes de systématisation. À l'époque, on commençait probablement déjà à oublier la symbiose entre mot et mélodie, si caractéristique de la composition grégorienne. La notation  de E [, Einsiedeln] ne figure pas ici parce que la première page du manuscrit a disparu. Elle évitait sûrement l'épisème dans ces quatre cas, puisque l'exécution adéquate était garantie par une déclamation intelligente du texte.
L'accent de ánimam, point culminant mélodico-verbal vers lequel tend le mouvement d'intonation, est préparé grâce à un lien mélodique entre sol et do. Ce lien délicat permet d'atteindre le sommet do sans le moindre à-coup rythmique, et libère avec souplesse le développement unissonique qui suit. Ce dernier ornement est le procédé habituel employé par le grégorien pour accroître notablement la durée d'un son qui occupe une situation importante dans la structure mélodique. Il correspond souvent à un mot particulièrement chargé de sens et exprime toujours une certaine émotion. Il est ici imposé par le contexte.
La densité de sens du mot ánimam n'est toutefois pas mise en valeur par le seul traitement de son accent mélodico-verbal : un tracé trop unilatéral aurait nui à l'équilibre du mot. Dans sa plénitude, l'accent rayonne et anime le dessin mélodque des syllabes qui suivent. Elles s'élancent avec une certaine ampleur et débouchent sur l'articulation liquescente de la syllabe finale ánimam, où se recueille le mouvement précédent, avant de se détendre sur la cadence de meam vers laquelle est orientée toute l'incise mélodique.
La seconde partie de l'exemple commence par une ascension mélodique, inspirée par le texte : le priant invoque son Dieu (Deus meus). La mélodie de Deus sonne comme un véritable cri d'appel. Un nouveau développement unissonique — préparé dans L par un petit lien mélodiqe — sur la syllabe finale de Deus, trahit la sensibilité vibrante de celui qui prie. Mais des couleurs plus vives apparaissent bientôt dans le paysage mélodique : le développement unissonique fluide de meus exprime l'émotion du cœur, forte et joyeuse : le priant entre dans la connaissance de l'amour de son Dieu. Par l'invocation confiante Deus meus, l'homme affligé affirme la proximité de Dieu, qui le protège et le réjouit. Tel est le fondement de la ferme sécurité évoquée ensuite par le texte et adroitement modelée par l'élan ascendant de confído, expression d'un optimisme inébranlable, prolongé et approfondi par les développements unissoniques de non erubéscam (« je ne rougirai pas », ou « je ne serai pas déçu »). La mélodie et sa forme rythmique traduisent parfaitement le nœud logique qui unit l'invocation Deus meus et la déclaration de confiance. La montée mélodiqe du pes de me-us confère une intensité maximale à l'invocation divine et conduit la charge rythmique à saturation. Ce neume, tendu vers l'aigu, n'a pas sa fin en lui-même, mais coordonne étroitement ce qui précède à ce qui suit : in te confído, non erubéscam.

Cet exemple manifeste à plusieurs reprises l'indissolubilité du lien entre le texte et le son musical. La phrase : « Au commencement était la parole » a une valeur illimitée quand on l'applique au répertoire grégorien. Elle constitue le leitmotiv, le fil conducteur, le filigrane de tout notre traité. ......... »

— Luigi Agustoni et Johannes Berchmans Göschl, Introduction à l'interprétation du chant grégorien